# Brandon Pereira
Pour les articles homonymes, voir Pereira.
Brandon Pereira est un joueur de hockey sur gazon canadien évoluant au poste de défenseur à United Brothers et avec l'équipe nationale canadienne.

## Biographie
Brandon est né le 30 avril 1996 à Surrey dans la province de Colombie-Britannique.

## Carrière
Il a été appelé en équipe nationale première en 2021 pour concourir aux Jeux olympiques d'été à Tokyo, au Japon,.

## Palmarès
- : 2e aux JO de la jeunesse en 2014
- : 2e à la Coupe d'Amérique U21 en 2016
- : 2e à la Coupe d'Amérique en 2017
- : 2e aux Jeux panaméricains en 2019